# Kraftwerk Claus
Das Kraftwerk Claus (niederländisch Clauscentrale) ist ein Gaskraftwerk in den Niederlanden, das in unmittelbarer Nähe der Ortschaft Maasbracht, Provinz Limburg gelegen ist. Es ist im Besitz der Essent NV, einer Tochter von RWE und wird auch von Essent betrieben.
Das Kraftwerk wurde nach Prinz Claus benannt, der das Kraftwerk 1978 offiziell eröffnete. Mit einer installierten Leistung von derzeit 1.945 MW befindet es sich an zweiter Stelle der leistungsstärksten Kraftwerke in den Niederlanden nach dem Kraftwerk Eems mit 2.400 MW.

## Kraftwerksblöcke
Das Kraftwerk besteht gegenwärtig aus 2 Blöcken. Die folgende Tabelle gibt einen Überblick:
| Block | Maschine | Max. Leistung (MW) | Betriebsbeginn | Turbine | Generator | Dampfkessel |
| ----- | -------- | ------------------ | -------------- | ------- | --------- | ----------- |
| A     | 1        | 640                | 1977           | Siemens | Siemens   | Stork       |
| C     | 1        | 280                | 01.2012        | Alstom  | Alstom    | Alstom      |
|       | 2        | 280                | 01.2012        | Alstom  | Alstom    | Alstom      |
|       | 3        | 280                | 01.2012        | Alstom  | Alstom    | Alstom      |
|       | 4        | 500                | 01.2012        | Siemens | Siemens   |             |

Das Kraftwerk Claus wurde 1977 mit zwei Blöcken (A und B) zu jeweils 640 MW Leistung eröffnet. Bei beiden Blöcken handelte es sich um Dampfkraftwerke.
2009 wurde damit begonnen, den Block B zu modernisieren und zu einem GuD-Kraftwerk umzubauen, dem heutigen Block C. Der Block C wurde am 26. Juni 2012 offiziell eröffnet, war aber bereits seit dem 1. Januar 2012 in Betrieb. Die Kosten für den Umbau von Block B zu Block C lagen bei 1,1 Mrd. €.
Block A wurde Anfang 2013 wegen fehlender Wirtschaftlichkeit stillgelegt. Langfristig könnte er ebenso wie Block B zu einem GuD-Kraftwerk umgebaut werden. Konkrete Bauplanungen gibt es bislang jedoch nicht. Der Wirkungsgrad von Block A beträgt 40 %, der von Block C 58,5 (bzw. 59) %.
Am 1. Juli 2014 wurde Block C außer Betrieb genommen, da er bei den damaligen Strompreisen nicht rentabel zu betreiben war. Im Oktober 2018 wurde beschlossen, Block C erneut in Betrieb zu nehmen. Das Kraftwerk ist seit dem 1. Oktober 2020 wieder zur kommerziellen Stromproduktion in Betrieb.
Die Angaben zur installierten Leistung der beiden Blöcke variieren: zu Block A findet man neben 640 MW auch 610 MW, zu Block C neben 1.280 MW auch 1.300, 1.305 bzw. 1.309 MW.